# Micoquien

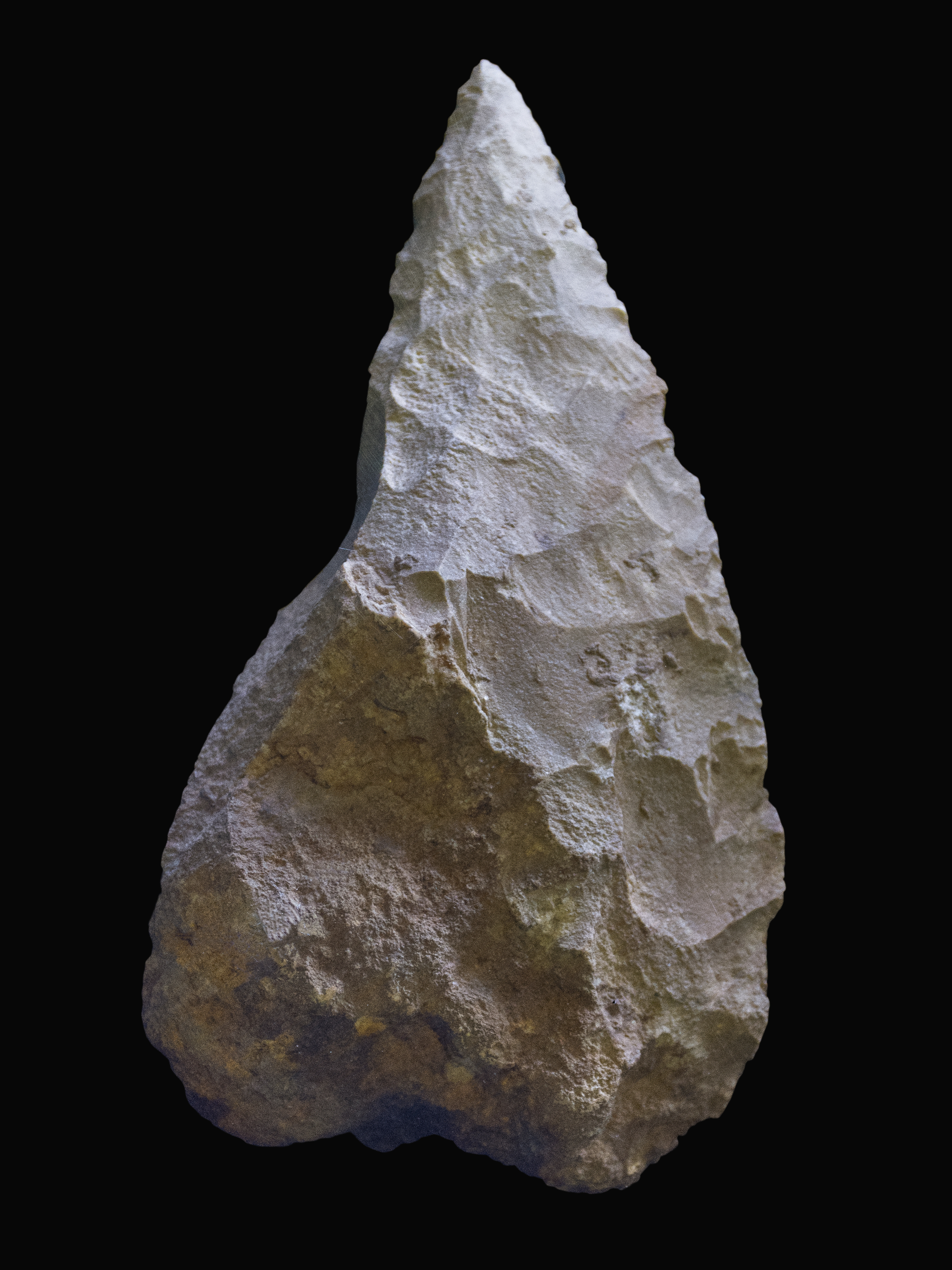
Grand couteau-bloc asymétrique du Keilmesser Gruppe

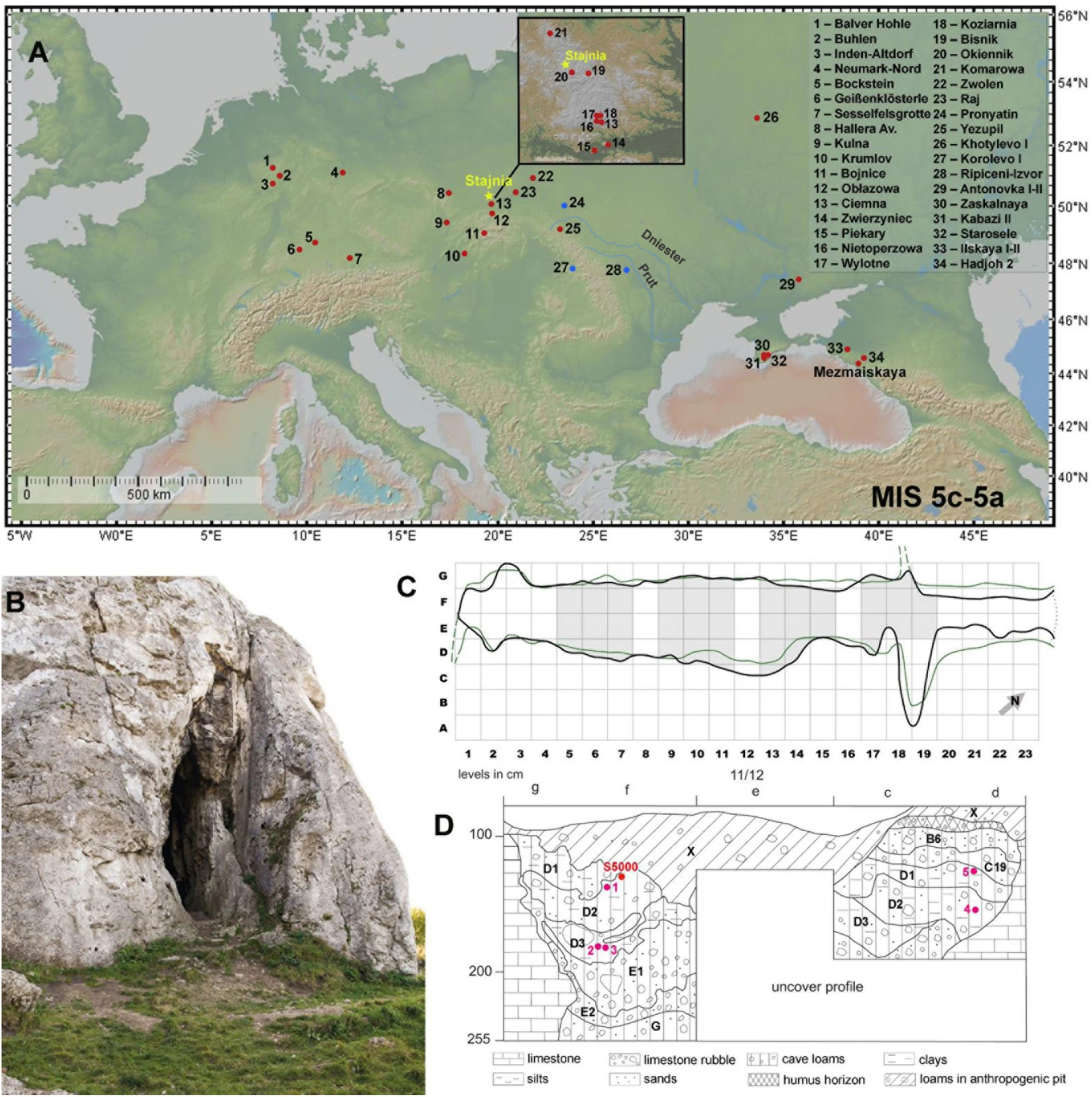
Carte des sites micoquiens (points rouges) et moustériens-Levallois (points bleus) ; et grotte de Stajnia.

Le Micoquien est une industrie lithique préhistorique appartenant au Paléolithique moyen, présente en Europe entre environ 130 000 et 50 000 ans avant le présent. On la trouve surtout en Europe centrale et orientale, où elle est également dénommée sous le nom allemand de Keilmesser Gruppe (industrie des couteaux en forme de coin),.
Il s'agit du faciès culturel le plus large et le plus durable du Paléolithique moyen tardif.

## Historique
Le site éponyme du Micoquien est le gisement de La Micoque, situé sur la commune des Eyzies-de-Tayac, en Dordogne (France). Il a d'abord été fouillé en 1906 de façon assez brutale par le Suisse Otto Hauser (il fait utiliser de la dynamite pour dégager la coupe de la grotte). En 1908 l'adjectif est utilisé par Denis Peyrony : « pointes micoquiennes » ; et par Hugo Obermaier : « Reduzierter lanzenspitzförmiger Faustkeil vom Typus von La Micoque or Micoquekeil » [« biface réduit de forme élancée du type de la Micoque ou biface Micoquien »]. Otto Hauser utilise le terme Micoquien dans sa thèse de 1916 pour dénommer des outils lithiques datés ultérieurement de la fin du Paléolithique inférieur.
Henri Breuil a réattribué le terme en 1932, à la suite de nouvelles fouilles menées par Denis Peyrony, à une autre couche stratigraphique du même site, et donc à une autre période, correspondant au début du Pléistocène supérieur (à partir de 126 000 ans avant le présent). Par la même occasion, Henri Breuil aurait renommé Tayacien ce qu'Otto Hauser avait appelé Micoquien en 1916.
En 1967, G. Bosinski emploie le terme Micoquien pour décrire une industrie lithique un peu plus tardive d'Europe centrale et orientale (à partir de 110 000 ans AP), en concurrence avec le terme allemand Keilmesser Gruppe.
La stratigraphie des sites centre-européens est bien mieux établie que celle du site de La Micoque, dont la couche dite micoquienne n'a pas été retrouvée dans les fouilles récentes du site, ce qui incite certains chercheurs à préférer le terme allemand.
D'autres préhistoriens utilisent des équivalences : Moustérien#Moustériens charentiensCharentien à inﬂuences micoquiennes (selon Farizy), Moustérien d'Europe centrale avec une option micoquienne (selon Richter), Moustérien avec bifaces (selon Ruebens,) dans le nord de la France et au Benelux.

## Origine
La région d'émergence du Micoquien n'est pas établie avec certitude, bien que les vestiges les plus anciens connus se trouveraient en Europe centrale et orientale où une industrie quasi microlithique sans biface encore plus ancienne (apparentée au Tayacien) a aussi été retracée, le Taubachien dont le nom provient d'un quartier de la ville de Weimar en Allemagne.
Il s'est répandu dans les environnements périglaciaire et boréal de l'Europe entre l'Est de la France, la Pologne et le Caucase du Nord.

## Description
Le Micoquien se caractérise par la production de bifaces allongés et asymétriques, aux pointes fines et aux bords légèrement concaves. Par extension, l'adjectif « micoquien » est utilisé pour qualifier ce type de biface dans d'autres industries.

## Populations
En 2020 a eu lieu l'analyse paléogénétique d'une molaire de Néandertal (S5000), trouvée dans un contexte micoquien dans la grotte de Stajnia (Pologne). Il s'agit du plus ancien spécimen néandertalien d'Europe centrale et orientale. L'étude montre également que l'ADNmt S5000 a le moins de différences avec l'ADNmt du Néandertal de Mezmaiskaya 1 dans le Caucase du Nord, et est plus éloigné des Néandertaliens presque contemporains de Scladina et Hohlenstein-Stadel. Selon les auteurs, cette observation et l'affinité technologique entre la Pologne et le Caucase du Nord pourraient être le résultat d'une mobilité accrue des Néandertaliens ayant changé leur stratégie de subsistance pour faire face aux nouveaux environnements à faible biomasse et au rayon d'alimentation accru des animaux grégaires. Les rivières Prout et Dniestr ont probablement été utilisées comme principaux couloirs de dispersion.

## Critiques
Le site de La Micoque n'a pas livré de pointes foliacées contrairement à la plupart des sites d'Europe centrale et orientale. 

Les divergences entre assemblages lithiques conduisent certains chercheurs à remettre en cause le lien entre le Micoquien français et le Keilmesser Gruppe.

## Postérité
Le Micoquien aurait donné naissance ou influencé le Jerzmanowicien (complexe LRJ), le Szélétien et le Streletskien, industries lithiques du début du Paléolithique supérieur en Europe du Nord.
Le Bábonyien, une culture micoquienne tardive d'Europe centrale (du site éponyme de Sajóbábony dans la montagne de Bükk en Hongrie) aurait influencé le Szélétien.